# Smilax hilariana
Smilax hilariana är en enhjärtbladig växtart som beskrevs av A.Dc. Smilax hilariana ingår i släktet Smilax och familjen Smilacaceae. Inga underarter finns listade.